# ザ・ブリーズ〜J.J.ケイルに捧ぐ
『ザ・ブリーズ〜J.J.ケイルに捧ぐ』(英語: The Breeze: An Appreciation of J.J. Cale)は、2014年に発表されたエリック・クラプトンのスタジオ・アルバム。

## 解説
2013年に死去したシンガー・ソングライターで、クラプトンがその影響を公言していたJ.J.ケイルへのトリビュート作品。彼の偉業をたたえるために、トム・ペティ、マーク・ノップラー、ジョン・メイヤーらが参加。
アルバムジャケットは『ピルグリム』以来となる貞本義行が手掛けている。

## 収録曲
1. Call Me The Breeze／コール・ミー・ザ・ブリーズ (ヴォーカル：エリック・クラプトン)
2. Rock And Roll Records／ロックン・ロール・レコーズ（ヴォーカル：エリック・クラプトン＆トム・ペティ）
3. Someday／サムデイ（ヴォーカル：マーク・ノップラー）
4. Lies／ライズ（ヴォーカル：ジョン・メイヤー＆エリック・クラプトン）
5. Sensitive Kind／センシティブ・カインド（ヴォーカル：ドン・ホワイト）
6. Cajun Moon／ケイジャン・ムーン（ヴォーカル：エリック・クラプトン）
7. Magnolia／マグノリア（ヴォーカル：ジョン・メイヤー）
8. I Got The Same Old Blues／アイ・ゴット・ザ・セイム・オールド・ブルース（ヴォーカル：トム・ペティ＆エリック・クラプトン）
9. Songbird／ソングバード（ヴォーカル：ウィリー・ネルソン＆エリック・クラプトン）
10. Since You Said Goodbye／シンス・ユー・セッド・グッバイ（ヴォーカル：エリック・クラプトン）
11. I'll Be There(If You Ever Want Me) ／アイル・ビー・ゼアー（ヴォーカル：ドン・ホワイト＆エリック・クラプトン）
12. The Old Man And Me／ザ・オールド・マン・アンド・ミー（ヴォーカル・トム・ペティ）
13. Train To Nowhere／トレイン・トゥ・ノーウェア（ヴォーカル：マーク・ノップラー、ドン・ホワイト＆エリック・クラプトン）
14. Starbound／スターバウンド（ヴォーカル：ウィリー・ネルソン）
15. Don't Wait／ドント・ウェイト（ヴォーカル：エリック・クラプトン＆ジョン・メイヤー）
16. Crying Eyes／クライング・アイズ（ヴォーカル：エリック・クラプトン＆クリスティン・レイクランド）